# Théodore Varvier

a Compétitions nationales et continentales officielles uniquement.

b Matchs officiels uniquement.
Théodore Varvier, né le 29 avril 1884 dans le 4e arrondissement de Lyon où il est décédé le 25 août 1913 à 29 ans d'une méningite foudroyante, est un joueur français de rugby à XV, sélectionné en équipe de France dans les lignes arrière.

## Biographie

### Vie privée
François Théodore Varvier naît le 29 avril 1884 au domicile de ses parents situé au n° 1 place de la Croix-Rousse, dans le IVe arrondissement de Lyon. Son père, Laurent Varvier, exerce la profession de faïencier, tout comme sa mère, Louise Mélanie Mornay.

### Carrière sportive
Théodore Varvier joue au FC Lyon dès 1901, au poste de demi. Il s'engage ensuite à l'US Métro, le temps de ses études d'architecte à l'école des Beaux-Arts de Paris. Il retourne ensuite au FC Lyon, après s'être installé comme architecte à Lyon.
Il honore son premier match international le 22 mars 1906 contre l'Angleterre et le dernier contre l'Irlande, le 1er janvier 1912.

## Palmarès

### En équipe de France
- 6 sélections (jouant successivement demi d'ouverture, trois-quarts centre puis arrière).
- Sélections par année : 1 en 1906, 2 en 1909, 2 en 1911, 1 en 1912.

### Matchs internationaux
| #  | Date             | Lieu                             | Adversaire     | Résultat | Points marqués | Competition              |
| -- | ---------------- | -------------------------------- | -------------- | -------- | -------------- | ------------------------ |
| 1. | 22 mars 1906     | Parc des Princes (Paris)         | Angleterre     | 8-35     | 0 point        | Test match               |
| 2. | 30 janvier 1909  | Welford Road Stadium (Leicester) | Angleterre     | 0-22     | 0 point        | Test match               |
| 3. | 23 février 1909  | Stade du Matin (Colombes)        | Pays de Galles | 5-47     | 0 point        | Test match               |
| 4. | 2 janvier 1911   | Stade du Matin (Colombes)        | Écosse         | 16-15    | 0 point        | Tournoi des Cinq Nations |
| 4. | 28 janvier 1911  | Parc des Princes (Paris)         | Pays de Galles | 0-15     | 0 point        | Tournoi des Cinq Nations |
| 5. | 1er janvier 1912 | Parc des Princes (Paris)         | Irlande        | 6-11     | 0 point        | Tournoi des Cinq Nations |